# Astrantia major
Astrantia major és una espècie de planta apiàcia. És una planta herbàcia i perenne amb un rizoma.

## Etymologia
El nom del gèneree (Astrantia) deriva del llatí "aster" que significa estrella i es refereix a les bràctees florals obertes com una estrella. L'epítet específic (major) la distingeix de l'altra espècie del gènere Astrantia minor.

## Descripció

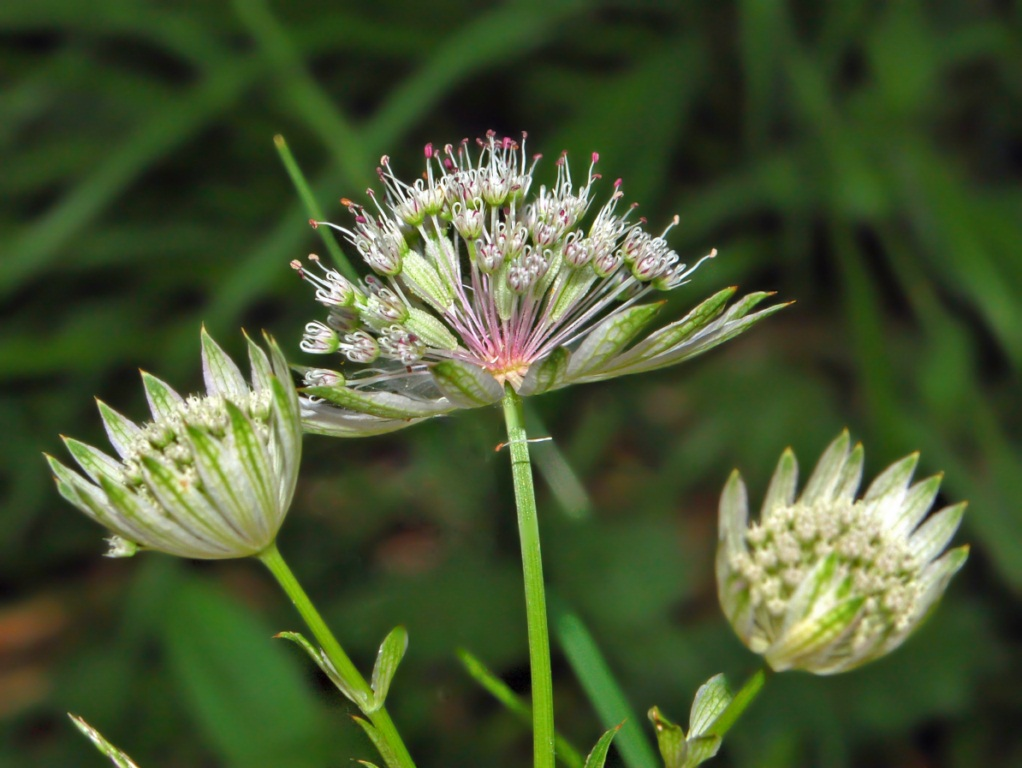
Flors dAstrantia major, en vista lateral

Astrantia major arriba a fer 60 cm d'alt. La tija és erecta i glabra. Les fulles basals tenen un gran pecíol (10-20 cm). Les fulles caulinars són normalment dues i són sèssils. La umbel·la de 2 a 3 cm. Les flors són petites i blanc-verdoses d'un mmm. Floreix de juny a setembre.

## Distribució
Són plantes natives d'Europa, incloent els Països Catalans i Àsia occidental. S'han introduït en altres localitats.

## Hàbitat
Són comunes en praderies de muntanya i herbassars, en boscos i clarianes i prop dels cursos d'aigua, normalment en sòls calcaris a una altitud entre 1000 i 2300 m.

## Subespècies
- Astrantia major L. subsp. carinthiaca (Hoppe) Arcang. : Grans umbel·les (4-5 cm de diàmetre) esteses principalment als Alps orientals.
- Astrantia major var. involucrata Koch
- Astrantia major L. subsp. elatior (Frivaldsky) Als Apenins.
- Astrantia caucasica Auct. Fl.Ital non Sprengel
- Astrantia major L. subsp. major

## Galeria

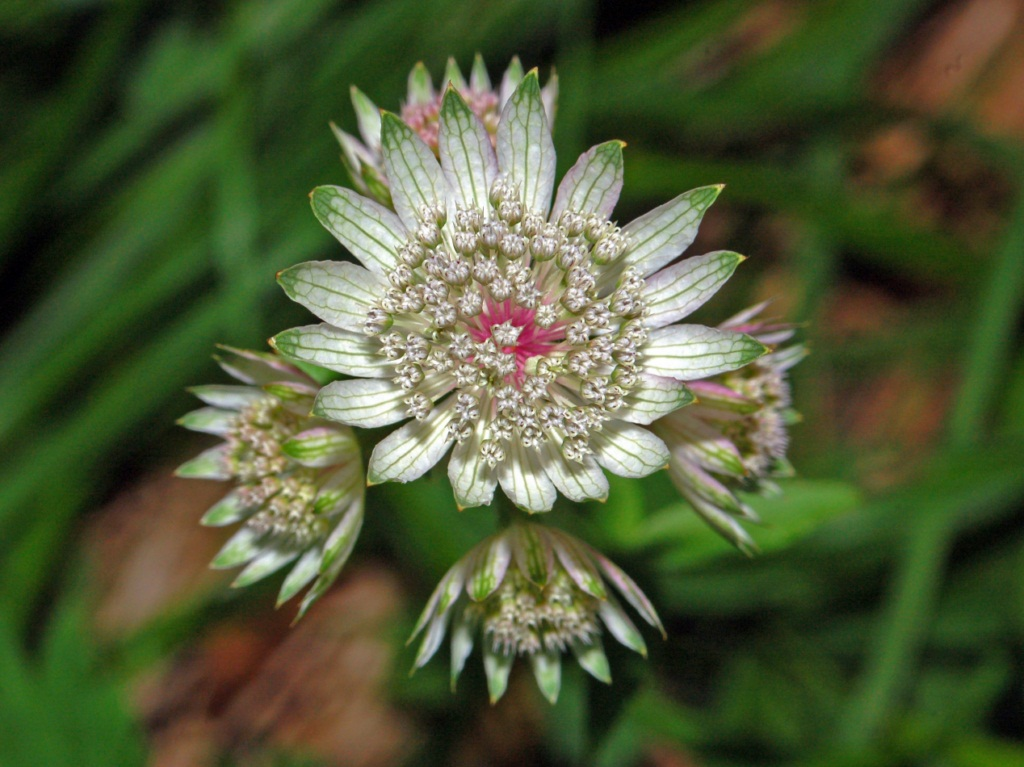
Flors
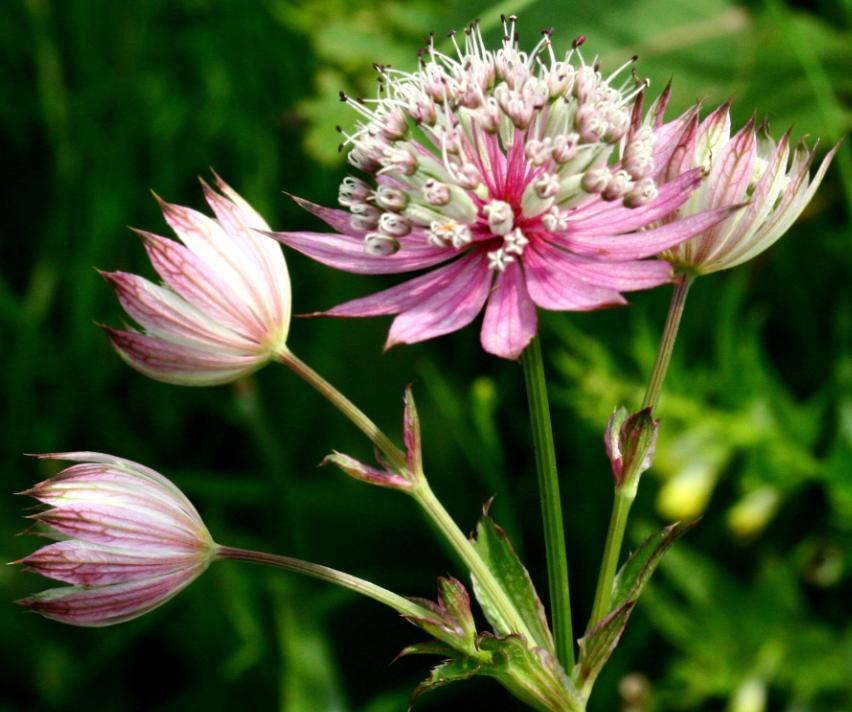
Flors
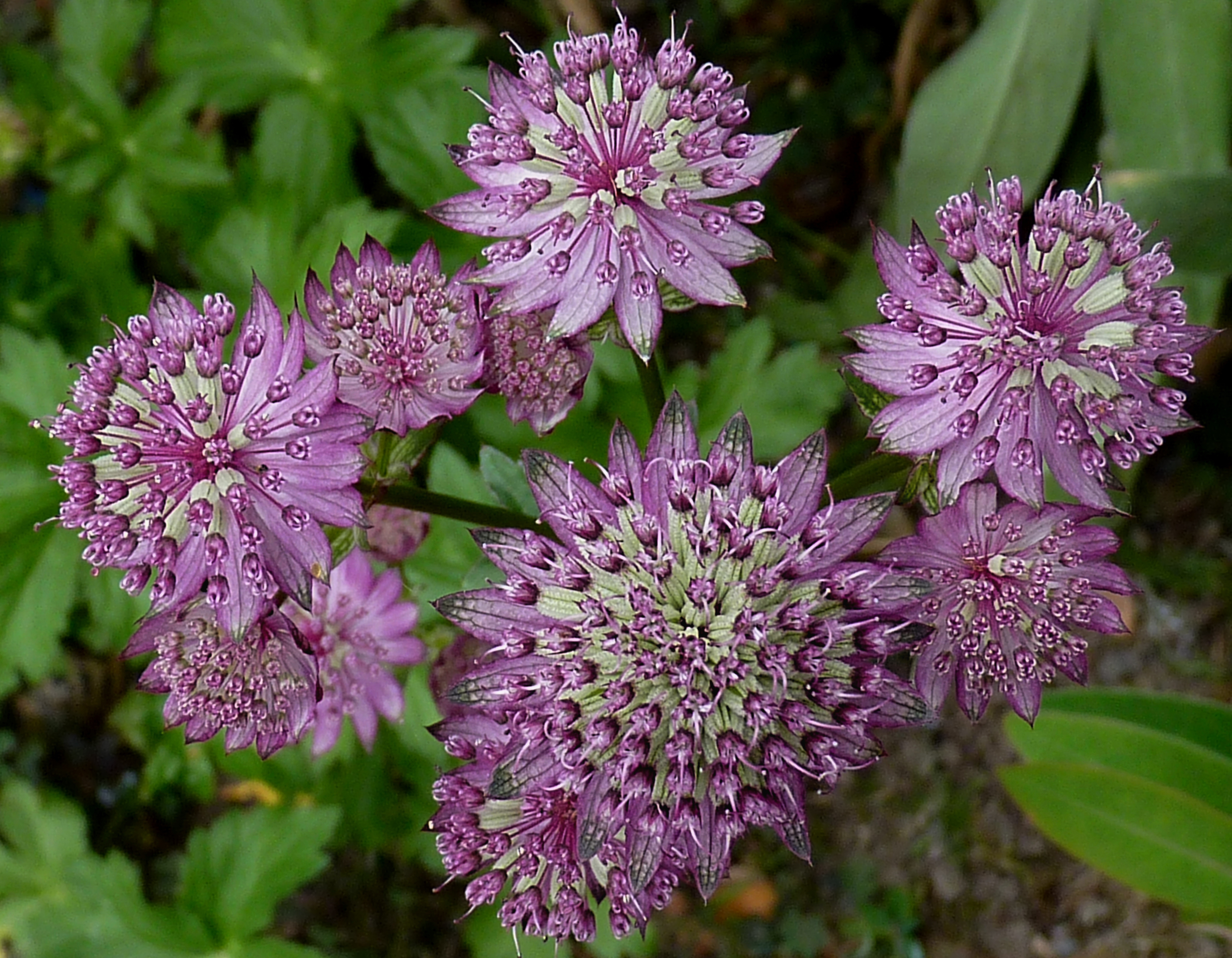
Astrantia major var. Star of Beauty
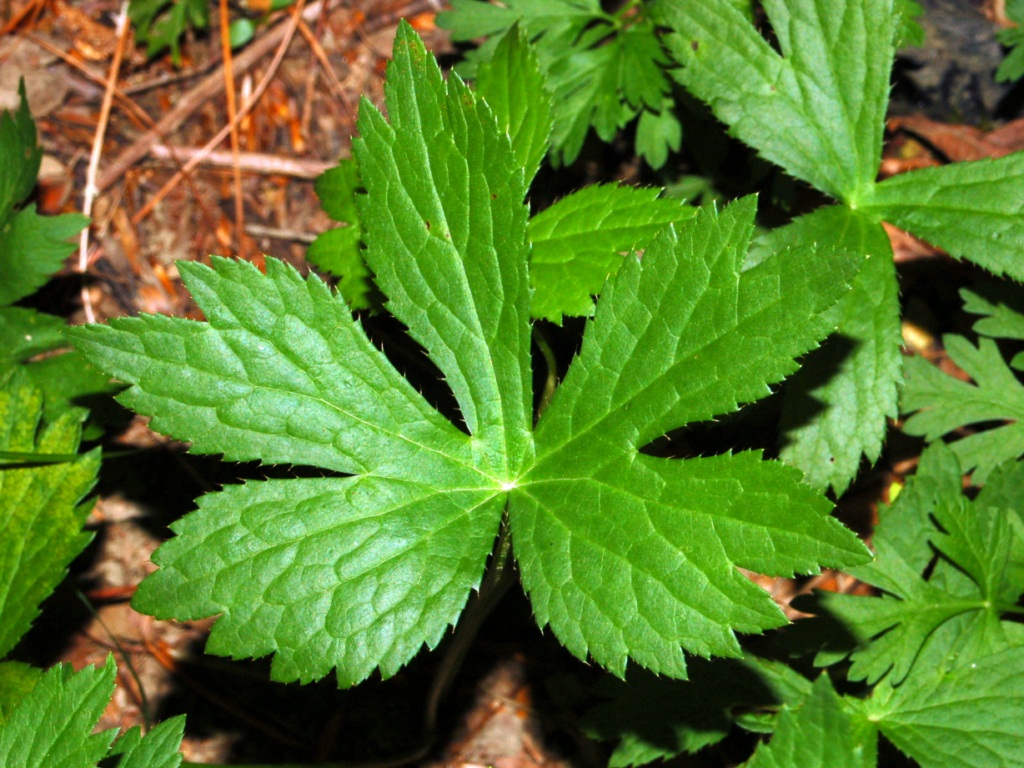
Fulles d'Astrantia major